# 本庄道矩
本庄 道矩（ほんじょう みちのり）は、美濃高富藩の第2代藩主。

## 生涯
初代藩主・本庄道章の長男。母は水島氏。正室は大田原扶清の娘。側室は松田氏、金沢氏。官位は従五位下・大和守。幼名は久太郎。
享保10年（1725年）、父の死去により跡を継ぐ。同年12月18日、従五位下・大和守に叙任。日光御祭礼奉行や大坂加番代、大番頭などを歴任した。延享2年（1745年）9月8日、37歳で死去した。嗣子がなかったため、養嗣子の道倫が跡を継いだ。

## 系譜
父母
- 本庄道章（父）
- 水島氏 ー 側室（母）

正室
- 大田原扶清の娘

側室
- 松田氏
- 金沢氏

養子
- 本庄道倫 ー 松平信晴の三男

## 関連作品
テレビドラマ
- 暴れん坊将軍III第47話「激震! なまず武士の怒り」（1989年放送）のキーパーソンとして登場する。